# Отличник народного просвещения РСФСР
Отличник народного просвещения РСФСР — нагрудный знак, учреждённый постановлением СНК РСФСР в 1943 году.

## Описание
Согласно Постановлению Совнаркома РСФСР от 14 ноября 1943 года № 926 нагрудным знаком «Отличник народного просвещения» награждались работники учреждений Наркомпроса РСФСР (в дальнейшем Минпросвещения) и отделов народного образования, включая школы, детские сады, детские дома, клубы, библиотеки за образцовую постановку учебно-воспитательной, просветительской и методической работы. Нагрудный значок «Отличник народного просвещения» носится на правой стороне груди.
Награждения осуществлялись до осени 1996 года. С 1999 года было введено новое звание и нагрудный знак «Почётный работник общего образования Российской Федерации», а с 2016 года Министерством образования и науки введено почётное звание «Почётный работник сферы образования Российской Федерации». В 2019 году Министерством просвещения РФ установлено звание «Отличник просвещения».